# Đại Đồng, Nghi Lan

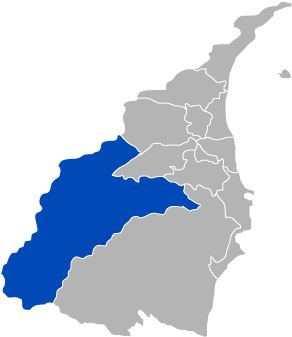
Vị trí tại Nghi Lan

Đại Đồng (tiếng Trung: 大同; bính âm: Dàtóng) là một hương (xã) của huyện Nghi Lan, tỉnh Đài Loan, Trung Hoa Dân Quốc (Đài Loan). Dân cư trong hương chủ yếu là thổ dân Đài Loan Atayal. Địa hình của hương chủ yếu là đối núi và các thung lũng sông khá lớn. Đại Đồng có diện tích 657,5442 km², dân số vào tháng 8 năm 2011 là 5.916 người thuộc 1.824 hộ gia đình, mật độ cư trú chỉ đạt 9 người/km².